# 我的小鸡
《我的小鸡》（阿塞拜疆语西里尔文：Ҹүҹәләрим，转写：Jujalarim）是一首阿塞拜疆儿童歌曲，1949年由格·古谢因里作曲，特·穆塔里博夫作词，后经俄罗斯作曲家阿纳托利·亚历山德罗夫改编。

## 内容
《我的小鸡》是一首具有浓厚农村生活气息的儿童歌曲，作者从农村孩子饲养小鸡的主题着手，紧紧抓住小鸡“吱吱”的叫声，并以简练的音乐写作手法，将小鸡的叫声和音乐旋律有机地结合在作品之中，使全曲的音乐形象显得惟妙惟肖、栩栩如生，而且也富于儿童生活情趣。
其结构类似带再现的三段式，七声和声E大调式，2/4拍子。旋律明快活泼，兴趣盎然，词曲结合紧密自然，首尾呼应。尤其是和声大调式的降“La”，造成独特的色彩，各种力度记号安排恰到好处，合唱、独唱交替运用，展现出阿塞拜疆农村的人情风貌。

## 翻译
1956年由曹永声根据尔·罗达维尔斯卡娅的俄语译文译配了汉语版歌词，刊于音乐出版社出版的《少先队营火旁 苏联少先队歌曲集》。

## 影响
1959年5月，阿塞拜疆儿童合唱团在莫斯科“阿塞拜疆艺术十年节”上表演了《我的小鸡》，获得了热烈的反响，之后在苏联儿童中流行开来。阿塞拜疆儿童合唱团也被受邀前往欧洲各地演出。1969年，他们在南斯拉夫的国际儿童节上表演，并获得了金奖。这首歌被翻译成多种语言，除了俄语，还有英语，德语，日语，保加利亚语，波兰语，塞尔维亚克罗地亚语和罗马尼亚语等。 1973年，该歌在苏联动画片《兔子，等着瞧》的第六集中，当主人公大灰狼掉进鸡舍里时，作为背景音乐出现。该歌也流行于伊朗西北部的阿塞拜疆族。
该歌被中国大陆多个版本的小学音乐教科书选用，包括：
- 1986年7月全国统编的小学教材《音乐》第一册第八课。[3]
- 1991年广东省小学课本《音乐》第1册第四课。[7]
- 1999年上海市中小学艺术类活动课教材编写组编《合唱教程（小学试用版）》。[8]
- 2002年人民音乐出版社《音乐》教材一年级第2册第六课。[9]
- 2005年河北少年儿童出版社《音乐》三年级下册第六单元。[10]
- 2013年教育部审定，人民音乐出版社《音乐》二年级上册第四课。[11]